# ژوزف کوفنر
ژوزف کوفنر (به آلمانی: Joseph Küffner) (زادروز ۳۱ مارس ۱۷۷۶-درگذشته ۹ سپتامبر ۱۸۵۶) نوازنده و آهنگساز اهل آلمان بود که در زمان لودویگ وان بتهوون زندگی می‌کرد.
او فرزند یک رهبر ارکستر در دربار کاردینال در وورتسبورگ بود و در کنار تحصیل در رشته‌های فلسفه و حقوق، به فراگیری نوازندگی ویولون نیز پرداخت. وی به عنوان رهبر ارکستر در دربارهای مختلف شاهزادگان آلمانی و اتریشی کار کرد. اگرچه کوفنر، نوازندهٔ گیتار نبود، اما آثاری برای گیتار نیز خلق کرد.